# Марцин Матковський
Марцин Матковський (пол. Marcin Matkowski; нар. 15 січня 1981) — колишній польський тенісист.
Найвищу одиночну позицію світового рейтингу — 647 місце досяг 11 вересня 2000, парну — 7 місце — 9 липня 2012 року.
Здобув 18 парних титулів.
Найвищим досягненням на турнірах Великого шолома були фінали в парному та змішаному парному розрядах.
Завершив кар'єру 2019 року.

## Важливі фінали

### Фінали турнірів Великого шлему

#### Парний розряд: 1 (1 поразка)
| Результат | Рік  | Турнір                           | Покриття | Партнер            | Суперники                    | Рахунок  |
| --------- | ---- | -------------------------------- | -------- | ------------------ | ---------------------------- | -------- |
| Поразка   | 2011 | Відкритий чемпіонат США з тенісу | Тверде   | Маріуш Фирстенберг | Юрген Мельцер Філіпп Пецшнер | 2–6, 2–6 |

#### Мікст: 2 (2 поразки)
| Результат | Рік  | Турнір                               | Покриття | Партнер         | Суперники                      | Рахунок                 |
| --------- | ---- | ------------------------------------ | -------- | --------------- | ------------------------------ | ----------------------- |
| Поразка   | 2012 | Відкритий чемпіонат США з тенісу     | Тверде   | Квета Пешке     | Катерина Макарова Бруно Соарес | 7–6(10–8), 1–6, [10–12] |
| Поразка   | 2015 | Відкритий чемпіонат Франції з тенісу | Ґрунт    | Луціє Градецька | Бетані Маттек-Сендс Майк Браян | 6–7(3–7), 1–6           |

### Чемпіонати закінчення сезону

#### Парний розряд: 1 (1 поразка)
| Результат | Рік  | Турнір            | Покриття   | Партнер            | Суперники                   | Рахунок  |
| --------- | ---- | ----------------- | ---------- | ------------------ | --------------------------- | -------- |
| Поразка   | 2011 | Фінал ATP, Лондон | Тверде (i) | Маріуш Фирстенберг | Максим Мирний Деніел Нестор | 5–7, 3–6 |

### Фінали Мастерс 1000

#### Парний розряд: 9 (2–7)
| Результат | Рік  | Турнір                             | Покриття   | Партнер            | Суперники                            | Рахунок               |
| --------- | ---- | ---------------------------------- | ---------- | ------------------ | ------------------------------------ | --------------------- |
| Поразка   | 2007 | Мастерс Мадрид                     | Тверде (i) | Маріуш Фирстенберг | Боб Браян Майк Браян                 | 3–6, 6–7(4–7)         |
| Перемога  | 2008 | Madrid Open                        | Тверде (i) | Маріуш Фирстенберг | Магеш Бгупаті Марк Ноулз (тенісист)  | 6–2, 6–4              |
| Поразка   | 2009 | Мастерс Шанхай                     | Тверде     | Маріуш Фирстенберг | Жульєн Беннето Жо-Вілфрід Тсонга     | 2–6, 4–6              |
| Поразка   | 2010 | Shanghai Masters                   | Тверде     | Маріуш Фирстенберг | Юрген Мельцер Леандер Паес           | 5–7, 6–4, [5–10]      |
| Перемога  | 2012 | Madrid Open (2)                    | Ґрунт      | Маріуш Фирстенберг | Роберт Ліндстедт Горія Текеу         | 6–3, 6–4              |
| Поразка   | 2013 | Відкритий чемпіонат Маямі з тенісу | Тверде     | Маріуш Фирстенберг | Айсам-уль-Хак Куреші Жан-Жульєн Роєр | 4–6, 1–6              |
| Поразка   | 2014 | Мастерс Париж                      | Тверде (i) | Юрген Мельцер      | Боб Браян Майк Браян                 | 6–7(5–7), 7–5, [6–10] |
| Поразка   | 2015 | Madrid Open                        | Ґрунт      | Ненад Зімоньїч     | Роган Бопанна Флорін Мерджа          | 2–6, 7–6(7–5), [9–11] |
| Поразка   | 2015 | Мастерс Цинциннаті                 | Тверде     | Ненад Зімоньїч     | Деніел Нестор Едуар Роже-Васслен     | 2–6, 2–6              |

## Фінали турнірів ATP за кар'єру

### Парний розряд: 48 (18–30)
| Легенда                                                         |
| --------------------------------------------------------------- |
| Турніри Великого шолома (0–1)                                   |
| Tennis Masters Cup / Фінали Світового Туру ATP (0–1)            |
| Серія Мастерс ATP / Серія Мастерс 1000 Світового Туру ATP (2–7) |
| Серія ATP Інтернешнл Ґолд / Серія 500 Світового Туру ATP (4–7)  |
| Серія ATP Інтернешнл / Серія 250 Світового Туру ATP (12–14)     |

| Титули за покриттям |
| ------------------- |
| Тверде (7–18)       |
| Ґрунт (9–9)         |
| Трава (2–2)         |
| Килим (0–1)         |

| Титули за типом корту |
| --------------------- |
| Відкритий (13–22)     |
| Закритий (5–8)        |

| Результат | В-П   | Дата     | Турнір                                        | Рівень       | Покриття   | Партнер              | Суперники                            | Рахунок                      |
| --------- | ----- | -------- | --------------------------------------------- | ------------ | ---------- | -------------------- | ------------------------------------ | ---------------------------- |
| Перемога  | 1–0   | Сер 2003 | Orange Warsaw Open, Польща                    | Інтернешнл   | Ґрунт      | Маріуш Фирстенберг   | Франтішек Чермак Леош Фридль         | 6–4, 6–7(7–9), 6–3           |
| Перемога  | 2–0   | Лют 2004 | Brasil Open, Бразилія                         | Інтернешнл   | Ґрунт      | Маріуш Фирстенберг   | Томас Беренд Леош Фридль             | 6–2, 6–2                     |
| Перемога  | 3–0   | Сер 2005 | Sopot Open, Польща (2)                        | Інтернешнл   | Ґрунт      | Маріуш Фирстенберг   | Лукас Арнольд Кер Себастьян Прієто   | 7–6(9–7), 6–4                |
| Поразка   | 3–1   | Вер 2005 | Campionati Internazionali di Sicilia, Італія  | Інтернешнл   | Ґрунт      | Маріуш Фирстенберг   | Мартін Гарсія Маріано Худ            | 2–6, 3–6                     |
| Поразка   | 3–2   | Лют 2006 | Відкритий чемпіонат Бразилії, Бразилія        | Інтернешнл   | Ґрунт      | Маріуш Фирстенберг   | Лукаш Длоуги Павел Візнер            | 1–6, 6–4, [3–10]             |
| Поразка   | 3–3   | Кві 2006 | Barcelona Open, Іспанія                       | Інтер. Ґолд  | Ґрунт      | Маріуш Фирстенберг   | Марк Ноулз (тенісист) Деніел Нестор  | 2–6, 7–6(7–4), [5–10]        |
| Поразка   | 3–4   | Сер 2006 | Connecticut Open, США                         | Інтернешнл   | Тверде     | Маріуш Фирстенберг   | Джонатан Ерліх Енді Рам              | 3–6, 3–6                     |
| Перемога  | 4–4   | Вер 2006 | Romanian Open, Румунія                        | Інтернешнл   | Ґрунт      | Маріуш Фирстенберг   | Мартін Гарсія Луїс Орна              | 6–7(5–7), 7–6(7–5), [10–8]   |
| Поразка   | 4–5   | Жов 2006 | Campionati Internazionali di Sicilia, Італія  | Інтернешнл   | Ґрунт      | Маріуш Фирстенберг   | Мартін Гарсія Луїс Орна              | 6–7(1–7), 6–7(2–7)           |
| Поразка   | 4–6   | Жов 2006 | Swiss Indoors, Швейцарія                      | Інтернешнл   | Килим (i)  | Маріуш Фирстенберг   | Марк Ноулз (тенісист) Деніел Нестор  | 6–4, 4–6, [8–10]             |
| Перемога  | 5–6   | Сер 2007 | Sopot Open, Польща (3)                        | Інтернешнл   | Ґрунт      | Маріуш Фирстенберг   | Мартін Гарсія Себастьян Прієто       | 6–1, 6–1                     |
| Поразка   | 5–7   | Сер 2007 | Connecticut Open, US                          | Інтернешнл   | Тверде     | Маріуш Фирстенберг   | Магеш Бгупаті Ненад Зімоньїч         | 3–6, 3–6                     |
| Поразка   | 5–8   | Жов 2007 | Open de Moselle, Франція                      | Інтернешнл   | Тверде (i) | Маріуш Фирстенберг   | Арно Клеман Мікаель Льодра           | 1–6, 4–6                     |
| Перемога  | 6–8   | Жов 2007 | Vienna Open, Австрія                          | Інтер. Ґолд  | Тверде (i) | Маріуш Фирстенберг   | Томас Беренд Крістофер Кас           | 6–4, 6–2                     |
| Поразка   | 6–9   | Жов 2007 | Мастерс Мадрид, Іспанія                       | Masters      | Тверде (i) | Маріуш Фирстенберг   | Боб Браян Майк Браян                 | 3–6, 6–7(4–7)                |
| Поразка   | 6–10  | Кві 2008 | Barcelona Open, Іспанія                       | Інтер. Ґолд  | Ґрунт      | Маріуш Фирстенберг   | Боб Браян Майк Браян                 | 3–6, 2–6                     |
| Перемога  | 7–10  | Чер 2008 | Orange Warsaw Open, Польща (4)                | Інтернешнл   | Ґрунт      | Маріуш Фирстенберг   | Микола Давиденко Юрій Щукін          | 6–0, 3–6, [10–4]             |
| Поразка   | 7–11  | Вер 2008 | Відкритий чемпіонат Румунії, Румунія          | Інтернешнл   | Ґрунт      | Маріуш Фирстенберг   | Ніколя Девільдер Поль-Анрі Матьє     | 6–7(4–7), 7–6(11–9), [20–22] |
| Поразка   | 7–12  | Жов 2008 | Open de Moselle, Франція                      | Інтернешнл   | Тверде (i) | Маріуш Фирстенберг   | Арно Клеман Мікаель Льодра           | 7–5, 3–6, [8–10]             |
| Перемога  | 8–12  | Жов 2008 | Madrid Open, Іспанія                          | Masters      | Тверде (i) | Маріуш Фирстенберг   | Магеш Бгупаті Марк Ноулз (тенісист)  | 6–4, 6–2                     |
| Перемога  | 9–12  | Чер 2009 | Eastbourne International, Велика Британія     | Серія 250    | Трава      | Маріуш Фирстенберг   | Тревіс Перротт Філіп Полашек         | 6–4, 6–4                     |
| Поразка   | 9–13  | Сер 2009 | Washington Open, США                          | Серія 500    | Тверде     | Маріуш Фирстенберг   | Мартін Дамм Роберт Ліндстедт         | 7–5, 7–6(7–3)                |
| Перемога  | 10–13 | Жов 2009 | BMW Malaysian Open, Малайзія                  | Серія 250    | Тверде (i) | Маріуш Фирстенберг   | Ігор Куніцин Ярослав Левинський      | 6–2, 6–1                     |
| Поразка   | 10–14 | Жов 2009 | Мастерс Шанхай, КНР                           | Мастерс 1000 | Тверде     | Маріуш Фирстенберг   | Жульєн Беннето Жо-Вілфрід Тсонга     | 2–6, 4–6                     |
| Перемога  | 11–14 | Чер 2010 | Eastbourne International, Велика Британія (2) | Серія 250    | Трава      | Маріуш Фирстенберг   | Колін Флемінг Кен Скупскі            | 6–3, 5–7, [10–8]             |
| Поразка   | 11–15 | Жов 2010 | Malaysian Open, Малайзія                      | Серія 250    | Тверде (i) | Маріуш Фирстенберг   | Франтішек Чермак Міхал Мертиняк      | 6–7(3–7), 6–7(5–7)           |
| Поразка   | 11–16 | Жов 2010 | China Open, КНР                               | Серія 500    | Тверде     | Маріуш Фирстенберг   | Боб Браян Майк Браян                 | 1–6, 6–7(5–7)                |
| Поразка   | 11–17 | Жов 2010 | Shanghai Masters, КНР                         | Мастерс 1000 | Тверде     | Маріуш Фирстенберг   | Юрген Мельцер Леандер Паес           | 5–7, 6–4, [5–10]             |
| Поразка   | 11–18 | Жов 2010 | Відкритий чемпіонат Відня, Австрія            | Серія 250    | Тверде (i) | Маріуш Фирстенберг   | Деніел Нестор Ненад Зімоньїч         | 5–7, 6–3, [5–10]             |
| Поразка   | 11–19 | Вер 2011 | Відкритий чемпіонат США з тенісу, США         | Великий Шлем | Тверде     | Маріуш Фирстенберг   | Юрген Мельцер Філіпп Пецшнер         | 2–6, 2–6                     |
| Поразка   | 11–20 | Лис 2011 | Фінал ATP, Велика Британія                    | Tour Фінали  | Тверде (i) | Маріуш Фирстенберг   | Максим Мирний Деніел Нестор          | 5–7, 3–6                     |
| Поразка   | 11–21 | Бер 2012 | Dubai Tennis Championships, UAE               | Серія 500    | Тверде     | Маріуш Фирстенберг   | Магеш Бгупаті Роган Бопанна          | 4–6, 6–3, [5–10]             |
| Перемога  | 12–21 | Кві 2012 | Barcelona Open, Іспанія                       | Серія 500    | Ґрунт      | Маріуш Фирстенберг   | Марсель Гранольєрс Марк Лопес Таррес | 2–6, 7–6(9–7), [10–8]        |
| Перемога  | 13–21 | Тра 2012 | Madrid Open, Іспанія (2)                      | Мастерс 1000 | Ґрунт      | Маріуш Фирстенберг   | Роберт Ліндстедт Горія Текеу         | 6–3, 6–4                     |
| Поразка   | 13–22 | Бер 2013 | Відкритий чемпіонат Маямі з тенісу, США       | Мастерс 1000 | Тверде     | Маріуш Фирстенберг   | Айсам-уль-Хак Куреші Жан-Жульєн Роєр | 4–6, 1–6                     |
| Перемога  | 14–22 | Лип 2013 | Відкритий чемпіонат Німеччини, Німеччина      | Серія 500    | Ґрунт      | Маріуш Фирстенберг   | Александер Пея Бруно Соарес          | 3–6, 6–1, [10–8]             |
| Поразка   | 14–23 | Кві 2014 | Відкритий чемпіонат Румунії, Румунія          | Серія 250    | Ґрунт      | Маріуш Фирстенберг   | Жан-Жульєн Роєр Горія Текеу          | 4–6, 4–6                     |
| Перемога  | 15–23 | Вер 2014 | Moselle Open, Франція                         | Серія 250    | Тверде (i) | Маріуш Фирстенберг   | Марін Драганя Генрі Контінен         | 6–7(3–7), 6–3, [10–8]        |
| Перемога  | 16–23 | Вер 2014 | Malaysian Open, Малайзія (2)                  | Серія 250    | Тверде (i) | Леандер Паес         | Джеймі Маррей Джон Пірс (тенісист)   | 3–6, 7–6(7–5), [10–5]        |
| Поразка   | 16–24 | Лис 2014 | Мастерс Париж, Франція                        | Мастерс 1000 | Тверде (i) | Юрген Мельцер        | Боб Браян Майк Браян                 | 6–7(5–7), 7–5, [6–10]        |
| Поразка   | 16–25 | Тра 2015 | Madrid Open, Іспанія                          | Мастерс 1000 | Ґрунт      | Ненад Зімоньїч       | Роган Бопанна Флорін Мерджа          | 2–6, 7–6(7–5), [9–11]        |
| Поразка   | 16–26 | Чер 2015 | Queen's Club Championships, Велика Британія   | Серія 500    | Трава      | Ненад Зімоньїч       | П'єр-Юг Ербер Ніколя Маю             | 2–6, 2–6                     |
| Поразка   | 16–27 | Сер 2015 | Мастерс Цинциннаті, США                       | Мастерс 1000 | Тверде     | Ненад Зімоньїч       | Деніел Нестор Едуар Роже-Васслен     | 2–6, 2–6                     |
| Поразка   | 16–28 | Тра 2016 | Estoril Open, Португалія                      | Серія 250    | Ґрунт      | Лукаш Кубот          | Ерік Буторак Скотт Ліпскі            | 4–6, 6–3, [8–10]             |
| Перемога  | 17–28 | Жов 2016 | Відкритий чемпіонат Японії, Японія            | Серія 500    | Тверде     | Марсель Гранольєрс   | Равен Класен Ражів Рам               | 6–2, 7–6(7–4)                |
| Перемога  | 18–28 | Січ 2017 | ATP Auckland Open, Нова Зеландія              | Серія 250    | Тверде     | Айсам-уль-Хак Куреші | Джонатан Ерліх Скотт Ліпскі          | 1–6, 6–2, [10–3]             |
| Поразка   | 18–29 | Бер 2017 | Dubai Tennis Championships, UAE               | Серія 500    | Тверде     | Роган Бопанна        | Жан-Жульєн Роєр Горія Текеу          | 6–4, 3–6, [3–10]             |
| Поразка   | 18–30 | Чер 2018 | Stuttgart Open, Німеччина                     | Серія 250    | Трава      | Роберт Ліндстедт     | Філіпп Пецшнер Тім Пюц               | 6–7(5–7), 3–6                |

## Часовий графік результатів

### Парний розряд
| W | Ф | ПФ | ЧФ | #Р | КТ | К# | P# | DNQ | A | Z# | PO | G | S | B | NMS | NTI | P | NH |

| Турніри Великого шолома                |              |              |                  |                  |                  |                  |                  |                  |                  |                  |                  |                  |                  |                  |         |
| Відкритий чемпіонат Австралії з тенісу |              |              | 1р               | ПФ               | 1р               | 3р               | ЧФ               | 2р               | ЧФ               | ЧФ               | 1р               | 3р               | 2р               | 2р               | 20–12   |
| Відкритий чемпіонат Франції з тенісу   |              | 3р           | 3р               | 2р               | 1р               | 2р               | 2р               | ЧФ               | 1р               | 3р               | ЧФ               | 1р               | ЧФ               | ЧФ               | 21–13   |
| Вімблдонський турнір                   |              | 2р           | 2р               | 1р               | 1р               | 1р               | 1р               | 2р               | 1р               | 1р               | 3р               | 2р               | ЧФ               | 2р               | 11–13   |
| Відкритий чемпіонат США з тенісу       |              | 2р           | 1р               | 3р               | 3р               | 1р               | 1р               | ЧФ               | Ф                | 1р               | 1р               | 3р               | ЧФ               | 2р               | 19–13   |
| В-П                                    | 0–0          | 4–3          | 3–4              | 7–4              | 2–4              | 3–4              | 4–4              | 8–4              | 8–4              | 5–4              | 5–4              | 5–4              | 10–4             | 6–4              | 71–51   |
| Завершальний чемпіонат сезону          |              |              |                  |                  |                  |                  |                  |                  |                  |                  |                  |                  |                  |                  |         |
| Фінал ATP                              |              |              |                  | RR               |                  | ПФ               | RR               | ПФ               | Ф                |                  | RR               |                  | RR               |                  | 10–15   |
| Олімпійські Ігри                       |              |              |                  |                  |                  |                  |                  |                  |                  |                  |                  |                  |                  |                  |         |
| Теніс на Олімпійських іграх            | NH           | 1р           | Не проводили     | Не проводили     | Не проводили     | ЧФ               | Не проводили     | Не проводили     | Не проводили     | 1р               | Не проводили     | Не проводили     | Не проводили     | 2р               | 3–4     |
| Серія Мастерс ATP 1000                 |              |              |                  |                  |                  |                  |                  |                  |                  |                  |                  |                  |                  |                  |         |
| Індіан-Веллс                           |              | 1р           |                  | 2р               | 2р               | 1р               | ЧФ               | 1р               | 1р               | ПФ               | 1р               | 1р               | ПФ               | 2р               | 10–12   |
| Відкритий чемпіонат Маямі з тенісу     |              | 1р           |                  | 1р               | 1р               | 2р               | 1р               | ПФ               | 1р               | 1р               | Ф                | 1р               | 1р               | 1р               | 7–12    |
| Монте-Карло                            |              | 2р           |                  | ЧФ               | 2р               | 2р               | ЧФ               | 2р               | ПФ               | 2р               | 2р               | 2р               | ПФ               | 2р               | 12–12   |
| Рим                                    |              |              |                  | 2р               |                  | ЧФ               | ЧФ               | 1р               | 2р               | ЧФ               | 1р               | 1р               | 2р               | ЧФ               | 7–10    |
| Мадрид                                 |              |              |                  | ЧФ               | Ф                | П                | 2р               | ЧФ               | ЧФ               | П                | 2р               | ЧФ               | Ф                | 2р               | 21–10   |
| Мастерс Канада                         |              |              |                  | 1р               | 1р               | 1р               | ЧФ               | 2р               | ЧФ               | ЧФ               | ПФ               | 1р               | ЧФ               | 2р               | 7–11    |
| Мастерс Цинциннаті                     |              |              |                  | 1р               | 2р               | ЧФ               | ЧФ               | ЧФ               | ЧФ               | ЧФ               | ЧФ               | ЧФ               | Ф                | 2р               | 12–12   |
| Шанхай                                 | Не проводили | Не проводили | Не серія Мастерс | Не серія Мастерс | Не серія Мастерс | Не серія Мастерс | Ф                | Ф                | ПФ               | 2р               | 2р               | 2р               | ЧФ               | 2р               | 11–8    |
| Париж                                  |              |              |                  | ЧФ               | 2р               | ПФ               | ПФ               | 2р               | ЧФ               | ЧФ               | 2р               | Ф                | 2р               | 1р               | 14–10   |
| Гамбург                                |              |              |                  | 2р               | 2р               | 2р               | Не серія Мастерс | Не серія Мастерс | Не серія Мастерс | Не серія Мастерс | Не серія Мастерс | Не серія Мастерс | Не серія Мастерс | Не серія Мастерс | 3–3     |
| В-П                                    | 0–0          | 1–3          | 0–0              | 7–9              | 7–8              | 13–8             | 10–9             | 8–9              | 8–9              | 9–8              | 11–9             | 10–9             | 13–9             | 7–8              | 104–100 |
| Загальна статистика                    |              |              |                  |                  |                  |                  |                  |                  |                  |                  |                  |                  |                  |                  |         |
| Титули–Фінали                          | 1–1          | 1–1          | 1–2              | 1–6              | 2–5              | 2–5              | 2–4              | 1–5              | 0–2              | 2–3              | 1–2              | 2–4              | 0–3              | 1–2              | 17–45   |